# Симидзу, Такаси
Такаси Симидзу, также в любительской транскрипции Такаши Шимицу  (яп. 清水 崇 Симидзу Такаси, род. 27 июля 1972, Маэбаси) — японский кинорежиссёр, сценарист, продюсер и актёр. Наиболее известен как режиссёр серии японской фильмов ужасов «Дзю-он» (американский аналог — «Проклятие», также снятый Такаси Симидзу). На сегодняшний день им снято 7 фильмов серии «Ju-on»/«Проклятье»: два телефильма, три полнометражных японских фильма и два американских ремейка.

## Фильмография
| Год       |     | Русское название                                                          | Оригинальное название | Роль                                     |
| --------- | --- | ------------------------------------------------------------------------- | --- | ---------------------------------------- |
| 1998      | тф  | Gakkou no kaidan G (истории Katasumi и 4444444444)                        | 学校の怪談G (School ghost story G)                                                                                         | режиссёр, сценарист                      |
| 2000      | в   | Проклятие                                                                 | 呪怨 (Ju-on: The Curse) | режиссёр, сценарист                      |
| 2000      | ф   | Проклятие 2                                                               | 呪怨2 (Ju-on: The Curse 2)                                                                                                 | режиссёр, сценарист                      |
| 2000      | док | Shin rei bideo V: Honto ni atta kowai hanashi - kyôfushin rei shashin-kan | 心霊ビデオＶ 本当にあった怖い話 恐怖心霊写真館 (Shin rei bideo V: Honto ni atta kowai hanashi - kyôfushin rei shashin-kan) | режиссёр, сценарист                      |
| 2001      | ф   | Томиэ: Перерождение                                                       | 富江 re-birth (Tomie: Re-birth)                                                                                            | режиссёр                                 |
| 2002      | ф   | Mô hitori iru                                                             | Mô hitori iru | продюсер                                 |
| 2002      | ф   | Проклятие                                                                 | 呪怨 (Ju-on: The grudge)                                                                                                   | режиссёр, сценарист                      |
| 2003      | ф   | Проклятие 2                                                               | 呪怨2 (Ju-on 2: The grudge 2)                                                                                              | режиссёр, сценарист                      |
| 2004      | ф   | Проклятие                                                                 | The Grudge | режиссёр, сценарист                      |
| 2004      | ф   | Марэбито                                                                  | Marebito | режиссёр                                 |
| 2004      | тф  | Таинственные японские истории (эпизод Белокурый демон)                    | Dark tales of Japan (episode Blonde Kwaidan)                                                                               | режиссёр, сценарист                      |
| 2004—2005 | с   | Kaiki daikazoku                                                           | Kaiki daikazoku (The great horror family)                                                                                  | режиссёр                                 |
| 2005      | ф   | Реинкарнация                                                              | Rinne | режиссёр, сценарист                      |
| 2006      | ф   | Проклятие 2                                                               | The Grudge 2 | режиссёр, сценарист                      |
| 2006      | ф   | Десять ночей грез                                                         | Yume jû-ya | режиссёр, сценарист                      |
| 2006      | ф   | Грешные женщины                                                           | Kowai onna | сценарист, продюсер                      |
| 2007      | ф   | Призрак против Чужого 03                                                  | Yûrei vs. uchûjin 03 | режиссёр, сценарист                      |
| 2007      | в   | Meatball machine: Reject of death                                         | Meatball machine: Reject of death                                                                                          |                                          |
| 2007      | док | The grudge 2: Holding a grudge                                            | The grudge 2: Holding a grudge                                                                                             |                                          |
| 2007      | док | Проклятие 2: Когда вы будете готовы, мистер Шимицу                        | The grudge 2: Ready when you are Mr Shimizu                                                                                |                                          |
| 2008      | ф   | Токийская полиция крови                                                   | Tôkyô zankoku keisatsu |                                          |
| 2009      | ф   | All night long: Daredemo yokatta                                          | All night long: Daredemo yokatta                                                                                           | продюсер                                 |
| 2009      | в   | Проклятие 3                                                               | The Grudge 3 | сценарист, исполнительный продюсер       |
| 2009      | ф   | Чего хотят девушки                                                        | Hijoshi zukan | режиссёр, сценарист, продюсер            |
| 2009      | ф   | Лабиринт страха 3D                                                        | 戦慄迷宮3D (The Shock Labyrinth 3D)                                                                                        | режиссёр                                 |
| 2009      | ф   | Проклятие: Старуха в белом                                                | Ju-on: Shiroi rôjo | сценарист, продюсер                      |
| 2009      | ф   | Проклятие: Девочка в черном                                               | Ju-on: Kuroi shôjo | сценарист, продюсер                      |
| 2009      | ф   | Девочка-вампир против Девочки-Франкенштейн                                | Kyûketsu Shôjo tai Shôjo Furanken                                                                                          | Китайский профессор                      |
| 2010      | с   | Soiru                                                                     | Soiru | режиссёр, сценарист                      |
| 2011      | ф   | Rabitto horâ 3D                                                           | Rabitto horâ 3D | режиссёр                                 |
| 2014      | с   | Yamishibai: Japanese Ghost Stories                                        | 闇芝居 (Yami Shibai) | режиссёр 2 сезона, вместе с Нобору Игути |
| 2014      | ф   | Служба доставки Кики                                                      | 魔女の宅急便 (Kiki's Delivery Service)                                                                                     | режиссёр                                 |
| 2017      | ф   | Обитель зла: Вендетта                                                     | バイオハザード ヴェンデッタ (Resident Evil: Vendetta)                                                                      | исполнительный продюсер                  |
| 2021      | ф   | Гомункул                                                                  | ホムンクルス (Homunculus)                                                                                                  | режиссёр                                 |